# Geografía de Chipre del Norte
El norte de Chipre tiene una superficie de 3355 km², lo que equivale a alrededor de un tercio de la isla. 75 km al norte del norte de Chipre se encuentra Turquía con Siria a 97 km al este. Se encuentra entre las latitudes 34 ° y 36 ° N, y las longitudes 32 ° y 35 ° E.
La costa del norte de Chipre presenta dos bahías: la Bahía Morphou y la Bahía Famagusta, y hay cuatro cabos: Cabo Apostolos Andreas, Cabo Kormakitis, Cabo Zeytin y Cabo Kasa, con Cabo Apostolos Andreas siendo el punto final de la Península de Karpaz. La estrecha  Cordillera Kyrenia se encuentra a lo largo de la costa norte, y el punto más alto en el norte de Chipre, el Monte Selvili, se encuentra en esta cordillera con una altitud de 1024 m. La llanura de Mesaoria, que se extiende desde el distrito de Güzelyurt hasta la costa este, es otro paisaje definitorio. Las llanuras de Mesaoria consisten en campos llanos y pequeñas colinas, y está atravesada por varias corrientes estacionales. La parte oriental de la llanura se utiliza para la agricultura seca, como el cultivo de trigo y cebada, y por lo tanto, son predominantemente verdes en invierno y primavera, mientras que se vuelve amarilla y marrón en el verano.
El 56.7% de la tierra en el norte de Chipre es agrícolamente viable.

Vista panorámica del Distrito de Güzelyurt, y la Bahía Morphou como se ve desde las montañas Troodos.